# エドワード・ブルワー＝リットン
初代リットン男爵エドワード・ジョージ・アール・リットン・ブルワー＝リットン（英: Edward George Earle Lytton Bulwer-Lytton, 1st Baron Lytton, PC、1803年5月25日 - 1873年1月18日）は、イギリスの小説家、劇作家、政治家、貴族。一時はチャールズ・ディケンズに匹敵する程の人気を誇った。小説『ポンペイ最後の日』（The Last Days of Pompeii ）が代表作として知られており、オカルト小説『ザノーニ』やSFユートピア小説『来たるべき種族』で近代オカルティズムに多大な影響を与え、ヒッピーやニューエイジにも影響が見られる。戯曲『リシュリュー』（Richelieu; Or the Conspiracy）に登場する文句「ペンは剣よりも強し」（“The pen is mightier than the sword”）」は名高い。政治家としては1858年から1859年にかけて保守党政権の植民地大臣を務めたことが特筆される。

## 経歴

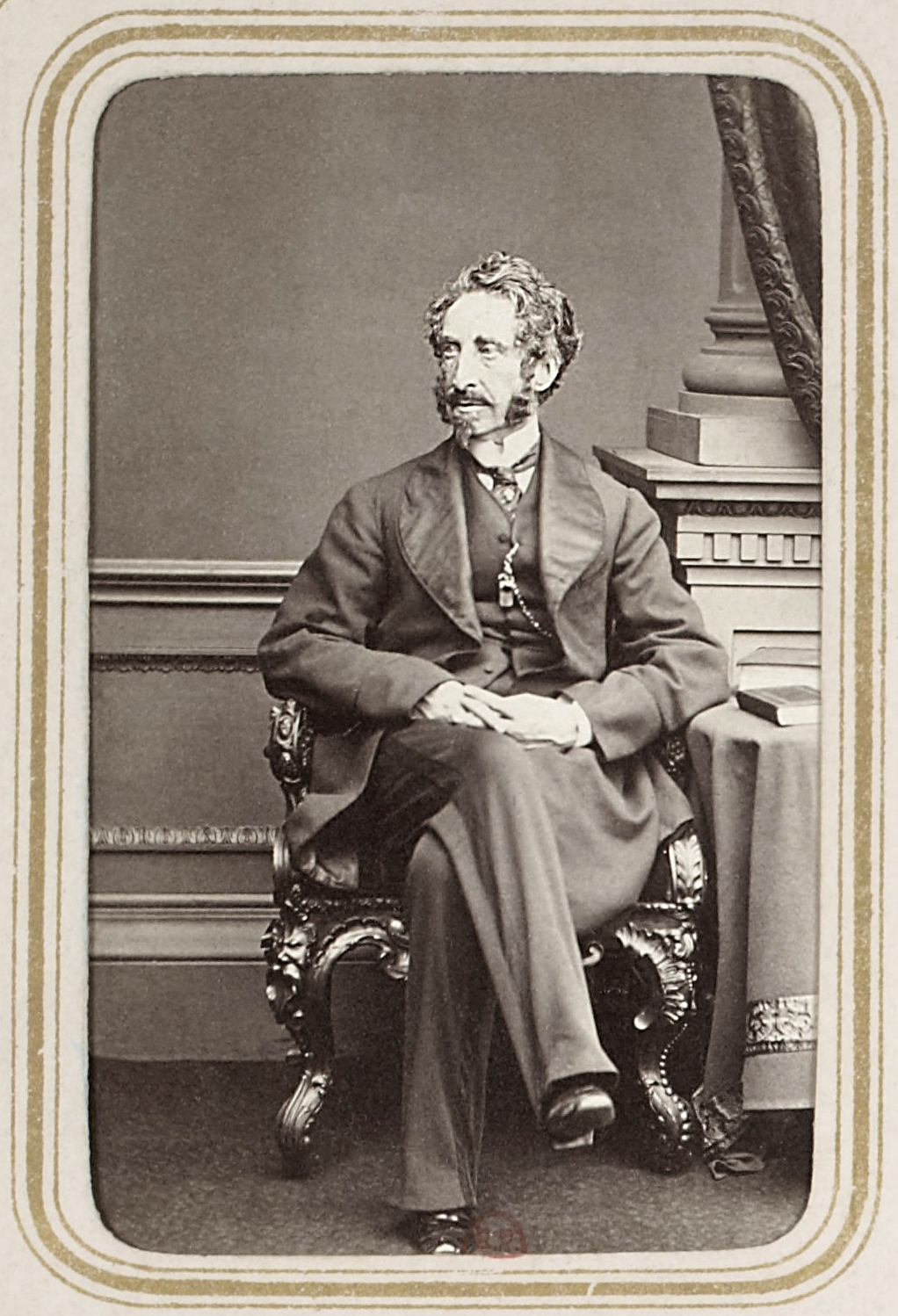
リットン男爵の写真（アンドレ＝アドルフ＝ウジェーヌ・ディズデリ撮影）

1803年5月25日にノーフォーク・ヘイドン・ホールを本拠とする地主で陸軍大将のウィリアム・アール・ブルワー（William Earle Bulwer）とその妻でクネブワースのロビンソン家とリットン家の相続人であるエリザベス・バーバラ・ブルワー（旧姓ウォーバートン＝リットン）（Elizabeth Barbara Warburton-Lytton）の間の三男（末子）としてロンドン・ベイカー・ストリートに生まれる。生誕時の名前は「エドワード・ジョージ・アール・リットン・ブルワー」（Edward George Earle Lytton Bulwer）。リットンは父親や母方の祖父母には完全に存在を無視されて育ち、唯一母のエリザベスが彼を溺愛した。彼女は夫ウィリアムの気性の激しさから、1年も経たないうちに大法院に子供たちの後見人を求めた。ナポレオン軍の侵攻を予期していたイギリス政府は、ウィリアムをランカシャー州の軍司令官に任命して同州の防衛に当たらせたが、1807年7月に祖国への貢献が認められ貴族に昇格する前に死去した。
子ども時代の大半を母方の館ネブワースで読書三昧で育ち、この館は彼にとって理想郷であり、彼がつねに回帰する貴族主義的ロマン派的信念を形成する源となった（後に母の遺産として相続）。家庭教師はつけられたが、定まった学校に通うことはなく、学校に通ったときは、際立って利発であったためにいじめにあうことが多く、おおむね独学だった。イートン校入学も自ら断っている。
1820年の夏、ケンブリッジ大学進学準備中に、湖水地方で「ルーシー」という少女に恋をし、これが彼の理想の女性像を決定付けた。彼女は父親に不本意な結婚をさせられて突然姿を消し、リットンはバイロン風の憂鬱に陥った。ルーシーは、まだ彼に恋しておりもうすぐ死ぬと手紙で訴え、死去した。自伝によると、リットンは彼女の墓の前で泣き崩れ、作家になる決心をしたという。彼女は、リットンの小説で繰り返し描かれる、保護を求める孤独な女性のモデルとなった。
ケンブリッジ大学トリニティ・カレッジ、ついで同大学のトリニティ・ホールで学ぶ。ケンブリッジ大学でも、優れた才能にもかかわらず、横柄さから友人はほとんどできず、孤独を深める。ケンブリッジ在学中に一時バイロンの元愛人のキャロライン・ラムと愛人関係を持っていた。後に妻となるロジーナはラムの庇護下にあり、ラムとの関係がロジーナとの結婚に間接的につながっている。ドイツ文学のゲーテとシラーが学びの基盤となり、後の小説は「遍歴」「修行」がテーマになっているものが多い。
パーティーで機知に富んだ美しいアイルランド人の女性ロジーナ・ドイル・ウィーラーと出会い、1827年に結婚したが、リットンの母はこの結婚に不満で、息子への小遣いをカットした。夫婦は贅沢な生活を送ったため、リットンは収入のために多作の作家となった。
1827年にゲーテの『若きウェルテルの悩み』に影響を受けた悲劇的小説『Falkland』を出版した。さらに1828年6月には『ペラム(Pelham)』を出版。これはベンジャミン・ディズレーリの「ビビアン・グレイ」に多分に影響を受けていた作品で、ダンディ・ノベルとして知られ、センセーションを巻き起こした。1830年頃からディズレーリの友人になった。1830年に『ポール・クリフォード』を出版し、獄中の犯罪者を扱ったニューゲイト・ノベルの走りとなった。このような社会道徳規範に挑戦する小説で当初名を挙げたが、イギリスの批評家たちから批判され、プライドを傷つけられ、イギリス文壇と確執が生じ、生涯文壇周縁部に追いやられることになる。いったん名声を得てからは、村の生活、単純素朴な価値、家族の絆の大切さを謳うといった社会が求める理想的な価値観を作中で表し、無私で高貴な価値と社会の調和を保った理想的な過去へと読者を誘い、慰めを与えた。
社交界ではブレッシントン伯爵夫人マルグリット・ガーディナーの文芸サロンのゴア・ハウスに出入りしたが、彼女のサロンはロンドン社交界でも悪名高い方の一派を自任し、イギリスきってのダンディが勢ぞろいし、リットンのダンディぶりは異彩を放った。ゴア・ハウスにはベンジャミン・ディズレーリやチャールズ・ディケンズもおり、リットンは西洋占星術と水晶占いの専門家として、上の世代のイギリスのオカルティストとのパイプ役だったジョン・ヴァーリイと肩を並べた。主流派の社交界とゴア・ハウスは完全に分かれており、リットンは社交界でも周縁に位置することになり、彼は自分の才能を認めないイギリスの批評家と読者を猛烈に批判し、イギリス人嫌いを強め、ドイツ・イタリア・フランスの批評家を賛美した。
1831年4月30日にセント・アイヴス選挙区から選出されてホイッグ党の庶民院議員となる。1832年からはリンカーン選挙区から選出される。1838年には準男爵に叙せられた。しかし1841年の総選挙では落選の憂き目を見た。リットンは知性と発想は優れていても、公の場での演説は不得手で、ごく短期間を除き、政治家として一流になることはなかった。
この間も小説を精力的に執筆し、1832年には『ユージン・アラム』、1833年には『ゴドルフィン』、1834年には『ポンペイ最後の日』と『The Pilgrims of the Rhine』、1835年には『Rienzi』、1837年には『アーネスト・マルトレイヴァース(Ernest Maltravers)』、1841年には『Night and Morning』、1842年にはオカルト小説『ザノーニ』を出版した。1833年から1834年のロジーナとのイタリア旅行が、『Rienzi』『ポンペイ最後の日』等のイタリアを舞台にした作品や研究書に結実した。
同時期に劇作家としても活躍し、1836年には最初の演劇脚本『The Duchess de la Vallière』を書いた。これは興行的に失敗に終わったものの、1838年の『The Lady of Lyons』では大きな成功を収めた。 さらに1839年には『リシュリュー』、1840年には『マネー』といった脚本も書いた。 
1841年に議席を失った後、ドイツ旅行に出た。1843年に歴史小説『The Last of the Barons』を出版した。1843年12月の母の死によりリットン家のネブワースの土地であるネブワース・ハウスを相続し、1844年2月20日には勅許を得て「ブルワー＝リットン」姓に改姓した。1846年には小説『Confessions of a Water Patient』、詩『The New Timon』、1848年には歴史小説『Harold』と叙事詩『King Arthur』、1849年には小説『The Caxtons: A Family Picture』を出版。1849年にはコメディの脚本『Not so bad as we seem』を書いた。
1852年にハートフォードシャー選挙区から選出されて再び庶民院議員となる。農業保護の貴族主義こそがイギリス社会の伝統的な特質であると強く主張し、フランスやアメリカ流の民主主義への移行に警鐘を鳴らし、穀物法廃止に反対。そのため保守党の議員となった。以降1866年に貴族院議員に列するまでこの議席を保持したが、その考えは政治家としては時代遅れになっていった。
1858年から1859年にかけては保守党政権第2次ダービー伯爵内閣において植民地大臣を務めた。植民地大臣としてブリティッシュ・コロンビア植民地の創設にあたった。これは金鉱の発掘と人口流入のため必要となったものである。またオーストラリアでは、クイーンズランド州をニューサウスウェールズ州から分離させた。植民地各地の町で彼の名にちなむリットンという名前への改名が行われた。
植民地大臣退任後は政治的活動は少なくなった。公職引退後は、イギリスの未来に不安を抱き、民主主義が崩壊していくことを小説に描いた。1862年には『A Strange Story』、さらに後に『ケネルム・チリングリー(Kenelm Chillingly)』を出版した。
1866年7月に第3次ダービー伯爵内閣が成立した際に連合王国貴族爵位リットン男爵に叙されて貴族院議員に列した。
1870年には、人間より優れた種族による民主主義を超えた理想的な地下世界を描いたSFユートピア小説『来たるべき種族』を出版。
1873年1月18日に死去。爵位は一人息子のロバート・ブルワー＝リットンが継承した。

### 爵位/準男爵位
1838年7月18日に以下の準男爵位を新規に叙された。
- (ハートフォード州におけるネブワースの)初代準男爵(1st Baronet "of Knebworth, co. Hertford")
(勅許状による連合王国準男爵位)

1866年7月14日に以下の爵位を新規に叙される。
- ハートフォード州におけるネブワースの初代リットン男爵 (1st Baron Lytton of Knebworth, co. Hertford)
(勅許状による連合王国貴族爵位)

## 家族
1827年8月29日にロジーナ・ドイル・ウィーラー(Rosina Doyle Wheeler)と結婚。彼女との間に以下の2子を儲けた。
- エミリー・エリザベス・ブルワー＝リットン (Emily Elizabeth Bulwer-Lytton, 生年不明-1848年)
- エドワード・ロバート・ブルワー＝リットン (Edward Robert Bulwer-Lytton, 1831-1891) - 初代リットン伯、第2代リットン男爵。インド総督

結婚当初の関係は良好だったが、リットンは気性が激しく、贅沢な結婚生活のために多くの収入を得ようと多作で、政治活動もあり、忙しさのためにしばしば怒りっぽくなり、家族をないがしろにし、不倫し、夫婦関係には緊張が生じ、二人は激しい喧嘩を繰り返すようになった。互いに親がいないという境遇に惹かれ合っての結婚だったが、家父長制を身上とするリットンと女性の自立を掲げる女権論者ロジーナの結婚生活は、凄まじい喧嘩と衝突の連続となり、互いを身体的にも攻撃していた。さらにリットンの母親によるロジーナへの軽蔑が、生涯にわたって二人の関係を悪化させた。1833年から1834年の夫婦でのイタリア旅行で結婚生活は終わりとなり、1836年に法的に別居した。リットンは母の遺産を相続して大金持ちになったが、ロジーナに離婚を認めさせようと彼女の金銭の使用を制限し、ロジーナも離婚には賛成だったが、リットンが示した離婚の条件はロジーナの生活に十分なものではなく、困窮に苦しんだ
リットンは次々愛人を作り、ローラ・ディーコン（Laura Deacon）との間に娘を3人儲け、ディーコンの名前は遺言にも登場する。遺言には他に十数名に及ぶ女性が遺産相続人として登場するが、これはすべてリットンの婚外子だという。ロジーナも愛人を作った。
リットンは離婚を成立させるためにロジーナと彼女の愛人にスパイを付けて監視して脅し、ロジーナはこれに反抗して別居の生活費と子どもたちの養育費を得ようと彼を訴えた。ロジーナが初の小説『チーヴリー、あるいは名誉ある男』（Cheveley, or, The man of honour、1839年）で、あからさまに夫を思わせる主人公を、攻撃的で威圧的な女たらしに描いたことで、二人の険悪な別居はさらに悪化した。彼女は経済的困難もあり、結婚生活への不満を込め、ロマンティック・ラブが女性を結婚という不平等なパートナーシップに陥れるやり口を探求した小説を生涯出版した。リットンは地方議員に選出された日に集会でロジーナから公然と非難を受け、彼女を精神異常と決めつけ強制入院させたが、彼女の友人たちが大々的に抗議し、世論も批判し、3週間後に退院となった。文壇およびロンドン社交界は夫婦どちらの味方をするかで二分されたと言われ、リットンは彼女の攻撃の激しさから政治家としての成功を断念している。
1839年にロンドンで、『チーヴリー、あるいは名誉ある男』に対する風刺詩『チーヴリー夫人、あるいは名誉ある女』（Lady Cheveley, or, The Woman of Honour）が出版されたが、文学史家のマリー・マルヴィー・ロバーツによると、作者はおそらくリットン本人である。本書では、不義を犯してはいるが実直なヴィクトリア朝的な夫と、安全な場所から夫に悪意を向ける卑怯者の妻という夫婦関係が描かれている。
二人は親としては子どもに対して自己中心的であり、ロジーナは子ども達を親友のミス・グリーンに預けて、ヨーロッパ各地を転々とした。リットンの親友ジョン・フォスターが息子ロバートの学校生活から私生活まで面倒を見ており、娘のエミリーはリットンから父に尽くすよう家父長制的な厳格な教育を受け従ったが、不可解な状況で10代で死亡した。調査した子孫は、エミリーはポリオを患い、女好きの父親とのトラブルや、自身の性関係に対する呵責等から生じた実存的危機によって、ロンドンの安宿でアヘンチンキを過剰摂取して自殺したと結論付けている。ロバートもまた精神的に不安定だったが、インド総督に任命され、飢饉を悪化させて膨大な死者を出し、「インドのネロ」と呼ばれた。

## 近代オカルティズムへの影響
リットンは子供の頃からスピリチュアルに魅了され、オカルトや不老不死の妙薬に興味を持っており、不死はエリート層だけに与えられるものだと信じていた。オカルトに関する膨大な蔵書を所有しおり、メスメリズム、水療法、骨相学など、当時の最新のオカルト科学の流行をすべて読み漁っていた。エーテル物理学・キリスト教神秘主義・錬金術の統合を提唱し秘教界に大きな影響力を持ったメアリー・アン・アトウッドの希少本『A Suggestive Inquiry into the Hermetic Mystery』（1850年）の貴重な原本を所有していた。また、エリファス・レヴィの『魔術史』（Histoire de la Magie、1860年）も所蔵しており、本書でレヴィはメスメリストのデュ・ポテ男爵を称賛しており、リットンは彼の魔術的メスメリズムの影響を受けた可能性がある。
霊的存在への関心を描いた『The Haunted and the Haunters』（1859年）や『ザノーニ（Zanoni）』（1842年）、『不思議な物語（The Strange Story）』（1862年）、『来るべき種族』（1870年）等は、リットンの小説の中で一群を成しており、こうしたオカルト等への関心が社会から奇人変人と見られる理由ともなった。
『ザノーニ』は、ヨーロッパの上流社会に突如現れた金持ちの青年、実は不老不死で超人的な力を持つザノーニを主人公とするオカルト小説で、彼は秘密のオカルト組織である薔薇十字団の生き残った2人のうちの1人であり、さらに古い、おそらく聖書時代のカルデア人だったことが示唆される。彼の師はオカルト的に優良人種を創る計画を立てる。小説の最後では、革命期フランスの流血の惨事が描かれ（霊的なヒエラルキーを信じる魔術師ザノーニは革命を支持せず、平等を信じない）、ザノーニは愛する者のために自らを犠牲にする。
ザノーニの恋人を名乗る境界の守護者のサキュバスが登場し、これは、永遠の命を得るには精霊を恋人にしなければならないという薔薇十字団の秘密の教えを表していると言われる。境界の守護者というアイデアはリットンが発明したもので、オカルティストのヘレナ・P・ブラヴァツキーやルドルフ・シュタイナーはこの概念に言及しており、デヴィッド・リンチのドラマ「ツイン・ピークス」にもインスピレーションを与えた。
リットンは、合理主義者でありながらオカルトに魅了されたウィリアム・ゴドウィン（『フランケンシュタイン』の作者メアリー・シェリーの父）の友人であり弟子で、ゴドウィンやシェリーによる初期の「薔薇十字団小説」に影響を受けた可能性が高い。また、18世紀のパリに現れ300歳だと主張したオカルティストで冒険家のサンジェルマン伯爵の物語にも影響を受けている。
リットンは年をとるにつれ大衆の民主主義への警戒・貴族階級のエリート主義への傾斜を強め、このテーマを、最後の小説である1870年のSF小説『来たるべき種族』の中で探求した。本作は、チャールズ・ダーウィンの『種の起源』の出版と、ネアンデルタール人等の他の人類の頭蓋骨の発見に触発されたものである。肉体的にも霊的・精神的にも人類より優れ、遺伝的な魔法の力ヴリルを操る種族ヴリル=ヤとの邂逅が描かれ、ヴリル=ヤが人類にとって致命的な存在であることが示される。ヴリル=ヤは貴族制の共和国であり、階級は認めないが、ブリルを使えない人間を劣った野蛮人と蔑視し、敵対すると躊躇なく絶滅させてしまう。様々な読みが可能な小説であるが、霊的進化とオカルト優生学という側面を読み取ることができ、神智学には霊的進化という考えが取り入れられている。
ヘレナ・P・ブラヴァツキーの母がリットンのオカルト小説をロシア語に翻訳し、若きブラヴァツキーはそれを夢中で読み、その思想を彼女の神智学に取り入れた。彼女は小説を宗教的神話に作り替え、人類の進化を導き新しい超人種を作ろうとする「マスター」と呼ばれる秘密の超人組織と接触していると主張した。黄金の夜明け団も、少なくとも部分的にはリットンの『ザノーニ』に影響を受けており、アレイスター・クロウリーは本書を魔術師に推奨した。研究者のジュール・エヴァンスは、「超人的な存在の秘密結社」というアイデアは、黄金の夜明け団系のオカルティスト・小説家のアルジャーノン・ブラックウッドとダイアン・フォーチュンから、『スター・ウォーズ』、『デューン』、『ハリー・ポッター』まで、後のファンタジー小説に影響を与えたと述べている。
神智学協会の設立メンバーの一人で霊媒のエマ・ハーディング・ブリテンは、少女時代リットンらが所属していたオカルティスト達のグループの霊媒だったと主張している。黄金の夜明け団のモイナ・メイザースは、リットンは黄金の夜明け団設立の契機となった暗号文書を書いたともいわれるケネス・マッケンジーの大親友であったと述べているが、ブリティッシュ・コロンビア大学のアレン・ルーケマは、これはいささか疑わしいと評している。リットンはその名声と社会的地位の高さから、後世では、オカルティスト・ネットワークにおける地位が拡大解釈される傾向がある。
ゲオルギイ・グルジエフのグループの一員だったルイ・ポーウェルと化学技術者のジャック・ベルジェの1960年のベストセラー『魔術師の朝』（邦題：神秘学大全 -魔術師が未来の扉を開く）により、 『来たるべき種族』はサイケデリックなヒッピーの間で新たな人気を博した。ヴリル=ヤというスピリチュアルな超人種の概念は彼らにとって非常に魅力的で、自分たちをこの超人種だと考えるヒッピーも少なくなかった。小説家としての人気は衰えたものの、彼の影響力はニューエイジに生き続けている。

## 日本におけるリットン
日本では明治維新によって西欧の新知識に触れることができるようになり、西洋小説も明治時代から翻訳されるようになった。西洋小説で真っ先に翻訳されたのがリットンやディズレーリの政治小説だった。日本で最初に翻訳された西洋小説は、リットンが著した恋愛小説『アーネスト・マルトラヴァーズ(Ernest Maltravers)』とその続編『アリス(Alice)』を丹羽淳一郎が訳した『欧州奇事 花柳春話』(明治11年)である。河竹黙阿弥も明治12年（1879年）にリットンの戯曲『マネー』を翻案して歌舞伎演目『人間万事金世中』を書いた。
また日本では、孫の第2代リットン伯爵ヴィクター・ブルワー＝リットンはリットン調査団の団長として有名である。

## 著作

### 小説
- 『フォークランド(Falkland)』 (1827年)[24]
- 『ペラム(Pelham: or The Adventures of a Gentleman)』 (1828年)[24] Available online
- 『The Disowned』 (1829年)
- 『デヴァルー(Devereux)』 (1829年)
- 『ポール・クリフォード（英語版）』 (1830年) Available online
- 『ユージン・アラム（英語版）』 (1832年) Available online
- 『ゴドルフィン（英語版）』 (1833年)
- 『野放しのアスモデウス（英語版）』 (1833年)
- 『ポンペイ最後の日』 (1834年) Available online
- 『The Pilgrims of the Rhine』 (1834年)
- 『Rienzi, the last of the Roman tribunes』 (1835年)[24] Available online
- 『The Student』 (1835年)
- 『Calderon, the Courtier』 (1838年)
- 『レイラ グラナダ包囲戦（英語版）』 (1838年) Available online
- 『Zicci: a Tale』 (1838年) Available online
- 『Night and Morning』 (1841年) Available online
- 『ザノーニ（英語版）』 (1842年) Available online
- 『The Last of the Barons』 (1843年) Available online
- 『Lucretia』 (1846年) Available online
- 『Harold, the Last of the Saxons』 (1848年)[24] Available online
- 『The Caxtons: A Family Picture』 (1849年)[24] Available online
- 『My Novel, or Varieties in English Life』 (1853年)[24]
- 『The Haunted and the Haunters or The House and the Brain』 (1859年) Available online
- 『What Will He Do With It?』 (1858年)[24]
- 『不思議な物語』The Strange Story (1862年) Available online
- 『来るべき種族（英語版）』（別題『ヴリル』）The Coming Race (1871年) Available online
- 『ケネルム・チリングリー(Kenelm Chillingly)』 (1873年)
- 『The Parisians』 (1873)[24]
- 『Pausanias, the Spartan』 (1873年) 未完成

### シリーズ
1. 『アーネスト・マルトレイヴァース(Ernest Maltravers)』 (1837年)
2. 『アリス (Alice, or The Mysteries)』 (1838年) アーネスト・マルトレイヴァースの続編 Available online

### 詩
- 『Ismael』 (1820年)[24]
- 『The New Timon』 (1846年)[24]
- 『King Arthur』(1848–1849)[24]

### 脚本
- 『The Duchess de la Vallière』 (1837年)
- 『リヨンの女（英語版）』 (1838年)[25]
- 『リシュリュー』 (1839年), 1935年に『枢機卿リシュリュー（英語版）』として映画化
- 『マネー（英語版）』 (1840年)
- 『Not So Bad as We Seem, or, Many Sides to a Character: A Comedy in Five Acts』 (1851年)
- 『The Rightful Heir』 (1868), based on The Sea Captain, an earlier play of Lytton's
- 『Walpole, or Every Man Has His Price』
- 『Darnley』 (未完成)

## ボヴリルの由来
イギリスなどでメジャーな、薄めて飲む牛肉エキス（ビーフ・ティー）ボヴリル（Bovril）の商品名は、開発者が強壮的特質をアピールするために、『来るべき種族』に出てくる「ヴリル」に、ラテン語で「雄牛」や「雌牛」を意味する「Bos」（属格のbovis）の最初の2文字を合体させて命名した。